# مقاطعة تركمان
مقاطعة تركمان (بالفارسية: شهرستان ترکمن)، تعرف رسميًا مقاطعة بندر تركمان (بالفارسية: شهرستان بندر ترکمن)، هي إحدى مقاطعات محافظة غلستان في إيران. عاصمة المقاطعة هي بندر تركمان. حسب تعداد 2006، بلغ عدد السكان 122,218 نسمة في 25,295 عائلة.